# 銀装騎攻オーディアン
『銀装騎攻オーディアン』（ぎんそうきこうオーディアン）は、2000年4月4日から同年9月19日まで、毎週火曜 19:00 - 19:30にWOWOWで放送されたロボットアニメ。全24話。外伝コミック『銀装騎攻オーディアンORO』（ぎんそうきこうオーディアンオロ）についても記述する。

## 概要
アニメーター、メカデザイナーとして知られている大張正己が監督を務めた、WOWOWノンスクランブル枠の本格SFロボットアクションアニメ。大張がテレビアニメシリーズの監督を務めるのは、『VIRUS ‐VIRUS BUSTER SERGE‐』に続き本作で2度目である。前半は兵士養成機関I.M.Oを中心として、ゲリラやテロリストとの戦いを描いたリアルロボット的志向を持った作風だったのに対し、後半は北欧神話をベースとして「リメイク技術」を巡る科学者達の因縁を描き、登場するメカもスーパーロボット的な志向を持つようになった。
2015年現在はバンダイチャンネルで有料配信されている（第1話は無料）。

## ストーリー
高校を中退し、暴力に明け暮れる日々を過ごす主人公「哉生優」はある日、先輩の「橘了」から沖縄にある兵士養成機関「IMO」への入隊を誘われる。IMOに見学に訪れた優はそこで幼なじみの「藍原ナンナ」と再会、さらに初めて乗ったはずの人型機動兵器「リムヒューガン」を自在に乗りこなして見せる。IMOへ入ることを決意した優はチームメイトとなる「ウォルフ・エリクマイヤー」、自分と同姓の上官「哉生香織」、そして、謎の少女「ネル・マクマハウゼン」などとの出会いを経て、数奇な運命に巻き込まれていく。

## 登場人物

### I.M.O関係者
哉生優
声 - 川田紳司
主人公。第十八実戦待機チーム所属。孤児であり、高校を中退し荒れていたところを先輩である橘に勧誘され、I.M.Oに入隊する。I.M.Oの入隊資格は高卒以上であるが、極めて優れたリムヒューガンの操縦技術により、特例として入隊が認められた。当初は明るく前向きな性格で、チームを引っ張る存在であったが、中国戦線における悲惨な戦闘以降、弱い面を見せはじめる。その正体は哉生正樹とコンピューター上にリメイクされたヒルダとの間に出来た「リメイカー」である。
ウォルフ・エリクマイヤー
声 - 三木眞一郎
第十八実戦待機チーム所属。優のチームメイト。ドイツ人。物腰の柔らかい紳士であり、良き先輩として皆に慕われている優等生である。しかし実は性格に二面性があり、中国戦線以降徐々にその隠された本性が現れた。藍原章治を誤って射殺したことによりドイツに送還されたが、エリクマイヤー邸の地下で「黒き凶獣」を取り込んだロキと同調、リメイカー・クルト・デュールマイヤーとして覚醒する。
藍原ナンナ
声 - 榎本温子
第十八実戦待機チーム所属。優のチームメイトであり幼馴染みの少女。I.M.O総司令・藍原章治の娘。しかし、それゆえに重大な事態があっても蚊帳の外に置かれ、コンプレックスを抱える。
ネル・マクマハウゼン
声 - 池澤春菜
第十八実戦待機チーム所属。ドイツ人。すごくミステリアスな雰囲気な少女。その正体は「黒き凶獣」を護るヤクト三姉妹の一人。姉2人より先に目覚め、そのままI.M.Oに入隊する。そして、優に対して特別な感情を抱くようになり、オーディアン復活後は、優のサポートを行う。
橘了
声 - 石川英郎
第十七実戦待機チーム所属。階級は三曹。優の先輩であり優をI.M.Oへと勧誘した。中国戦線では特別部隊に抜擢された。隊長戦死後は代わって前線指揮をとり、優らが撤退する時間を稼ぐため、一人最前線に残りゲリラと死闘を繰り広げた末に、戦死した。
死の間際、哉生香織と肉体関係にあったことを暗示する描写がある。
並木準也
声 - 野島健児
第十七実戦待機チーム所属。橘のチームメイト。短気な性格で、新入りの優と対立する。中国戦線では特別部隊に抜擢されるものの、機体損傷後ブービートラップを施され、戦死。
カロル・クウェイザー
声 - 堀江由衣
第十七実戦待機チーム所属。橘のチームメイト。同じチームメイトの準也に恋心を寄せており、中国戦線における彼の戦死の責任を優に転嫁し、逆恨みする。その後I.M.Oを巡る襲撃事件を生き延びるものの、全ての元凶が優にあると思い込み、準也の復讐のため、リムヒューガン「ラクロス」に乗りオーディアンを襲撃する。
アイロール・フェスタニアン
声 - 志村知幸
第十七実戦待機チーム所属。橘のチームメイト。通称「フェス」。カロルの憎しみには共感しないものの、彼女と共に「ラクロス」に乗り込み、オーディアンと戦う。
ヴィダ
声 - 高木渉
リスキーファングを駆り、優のドラゴンファングでの初の演習相手となる。特別扱いを受ける優が気に食わずトラウマを植えつけようとするが、逆に暴走した優によりトラウマを植えつけられてしまう。
神月奈緒
声 - 今井麻美
第二実戦待機チーム所属。中国戦線で特別部隊に抜擢された。敵本拠地への降下後、「一番槍」として先陣を切ろうとするが、トラップにかかり、機体ごと爆死。
ニシナ・トオル
第二実戦待機チーム所属。中国戦線で特別部隊に抜擢されるが、ゲリラの攻撃により死亡。
マカベ・タクト
第六実戦待機チーム所属。中国戦線で特別部隊に抜擢されるが、ゲリラの攻撃により死亡。
向井真一
声 - 飯田浩志
第六実戦待機チーム所属。中国戦線で特別部隊に抜擢されるものの、火器のロックを外し忘れたことでパニック状態となり、身動きが取れないまま戦死。

#### 上官
哉生香織
声 - 桑島法子
優の上官。階級は三尉。その正体は優の異母姉であり、ヒルダの肉体をリメイクするためのリメイカーであった。当初は盲目だったものの、リメイクにより視力を得る。父を溺愛しており、ヒルダのリメイクのため研究に打ち込む父を心配するが、拒絶されてしまう。正樹の死後、悲しみのあまりその死の原因を優に転嫁し、培養液の中で眠る優に向けて発砲した。その後藍原によって保護され、麗子と共に藍原の下でI.M.Oの設立に携わる。
「黒き凶獣」の来襲後は、自らの精神をラグナロクシステムの中核とするため、I.M.O本部中枢で眠りにつく。
鎬臣麗子
声 - 根谷美智子
優の上官。香織とは幼馴染み。天才的な演算能力の持ち主であり、リメイク研究の手伝いをするため7歳で哉生正樹の研究所に引き取られた。
藍原章治
声 - 大林隆之介
I.M.O総司令。ナンナの父。日米政府の後ろ盾の下、リメイク技術を軍事転用するために正樹の資金援助を申し出て、一旦拒否されるものの最終的に正樹にI.M,Oの前身機関となる研究所を提供する。正樹の死後、正樹の「遺産」の解析のため、残された香織、麗子を引き取りI.M.Oを設立した。
また、リメイク技術の独占のため、エリクマイヤーと手を組みリガルドを抹殺しようとした張本人である。
テロリストによるI.M.O襲撃時にアメリカ軍からの圧力と思い通りに動かない部下の間で苛立ち、テロリスト撃退の指揮を最前線で直接とった。その結果、ベルチオを巡る混乱の中でウォルフの銃弾を受け死亡。
真田秀明
声 - 堀内賢雄
I.M.O副司令。自称「理工系の出身」であり、軍人ではなく技術者であると自認している。哉生正樹の学生時代の同期であり、かつては彼の助手を務めていた。しかし藍原に買収され、リメイク技術を持ち出そうとするが失敗。背信が発覚しても全てを許されたことにより、正樹に対して強い劣等感と憎しみを抱く。
I.M.O設立後は副司令という立場に甘んじていたものの、実はアメリカ軍のスパイとして暗躍しており、ラグナロク発動後は秘めていた野心を露にする。「欲しいものが手に入らないならば、自らの手で壊してしまおう」と考える歪んだ性格であり、自ら望んだが手に入らなかった「正樹の遺産」、すなわち「白き御使」を「黒き凶獣」とともに破壊するため、I.M.Oを前線で指揮する。
モニカ・ラツェンコフ
声 - 松井菜桜子
アメリカ軍からI.M.Oに入隊した女性。哉生香織の実力、名声に嫉妬しており、「ラグナロク」発動後、真田の副官を務め、「白き御使」破壊作戦の指揮をとる。
バルトロシュー・ガルシア・ロルカ
声 - 江原正士
刀頭達也
声 - 中村大樹
階級は三尉。ロキの攻撃からカロルを庇い、戦死。

### アメリカ軍
ウィリアム・アークエット
声 - 郷里大輔
アメリカ軍元帥。「遺産」の情報開示を求め、アメリカ国防総省からI.M.Oに査察に来た。
ハロラン
声 - 屋良有作
アメリカ軍第三大隊、福建省武夷山基地の司令官。NRAの援助により、ロビイストとして銃規制法案に反対する活動を行っている。次期副大統領選に民主党から出馬のオファーを受けており、これを期に本格的に政界へと進出する予定であった。
ジョージ・リベラ
声 - 沢木郁也
エドガー・アンダーソン
声 - 飯田浩志

### テロリスト
ベルチオ・ロナック・ポワルニーニ
声 - 鈴置洋孝
反米テロ組織「銅の血盟団」のリーダー。「血盟団」四天王を含む仲間の大半が志半ばで倒れ、自身も余命幾許もないことから、歴史に「正義」として名を残すためI.M.Oを襲撃する。その目的は日米両国がI.M.O中枢に封印している「 軍事機密の流出 」である。イタリア・カリアリの出身であり、かつてアメリカ軍の空爆により母と故郷を失ったことでテロリズムの道へと走ることとなった。しかし、いくら戦っても国際世論はアメリカを支持し、自分達を「悪」と見なして続けていることによって武力による革命の限界を痛感。情報操作による革命を目指す。
「ブレインワーカー」という能力を持っており、前頭葉の大半を機械に置き換えたことにより、無意識を含む意識の全てを活動電位化することが出来る。これによって事実上意識をコンピューターと同化することが可能となり、超人的なハッキングを行える。この能力はリガルドによってリメイク技術を応用して施されたものである。
ニトロ
声 - 三石琴乃
テロリストの姉弟「ニトロ&グリセリン」の姉。本名は「ジルダ・リゴレット･カゼラ」であり、銅の血盟団の技術者であったクリスの妹。兄の遺言に従いベルチオに協力する。
グリセリン
声 - 諏訪部順一
テロリストの姉弟「ニトロ&グリセリン」の弟。姉からは「グリース」と呼ばれている。本名は「フィラルトロ・リゴレット・カゼラ」。姉とともに、兄の遺志を継いで戦う。
戦闘時には通信電波をジャックし、ラジオDJのような軽快な軽口を叩いて音楽（『ウィリアム・テル序曲』）を流しながら攻撃する。
クリストフォリス・カゼラ
銅の結盟団の機械理工学博士。リムヒューガン開発で先進国とされる日米のさらに十年先を行く研究成果を成し遂げ、その結果銅の血盟団はアメリカ軍基地を次々に陥落させることに成功する。

### 黒き凶獣一派
クルト・デュールマイヤー
リガルドの実子。
リガルド・デュールマイヤー
声 - 小杉十郎太
ドイツの科学者であり、リメイク技術を開発した張本人。リメイク技術の発表により異端視されて学界を追放され、リメイク技術を危険視したエリクマイヤーによって軟禁状態にされる。リガルドの研究の目的は、電位再生理論の研究中に事故死した妻ヒルダを生き返らせることであった。軟禁中訪れた科学者の哉生正樹と共に自宅でリメイク技術の研究を続けるが、限られた設備では次第に行き詰まりを見せるようになった。状況打開のため、研究を自宅から設備の整った日本にある正樹の研究室へと持ち出すことに決め、ヒルダの人格データを正樹に渡す。
しかし、正樹によって研究が日本へと持ち出されたことをきっかけとして、藍原と手を組んだエリクマイヤーによって自宅が砲撃される。その結果ヒルダの肉体は永遠に失われ、リガルド自身も重傷を負うことになった。エリクマイヤーの手回しによって治療を受けることもままならなかったが、そこに手を差し伸べたのが銅の血盟団のベルチオである。リガルドは彼らテロリストの力を借りて自らの肉体をリメイクすることに成功し、友である哉生正樹を頼り日本に向かった。
だがそこでリガルドを待っていたのは、記憶を失った妻ヒルダの再生された人格と、正樹と彼女との間に出来た子供優の存在であった。友の裏切りにより激しい怒りと憎悪に囚われた。彼はこの悲劇は人類の肉体と精神とが不完全であるために起こったのだと考え、世界を完全なものへと再び創造するため「アビス･リメイカー」の誕生を計画する。
ミル
声 - かないみか
ジル、ネルとともにエリクマイヤー邸の地下で眠っていた三姉妹の長姉。黒き凶獣の復活後、そのサポートを行う。
ジル
声 - 氷上恭子
ミル、ネルとともにエリクマイヤー邸の地下で眠っていた三姉妹の一人。

### その他の登場人物
哉生正樹
声 - 神谷明
優、香織の父であり、リガルドと共にリメイク技術を開発した科学者。軟禁状態のリガルドに代わって研究データを日本に持ち帰り、自らの生体コンピューター技術と組み合わせることでリメイク技術を完成させた。だがその目的はリガルドの亡き妻ヒルダをリメイクすることにあった。リメイク技術の研究には莫大な研究費が必要であり、香織の視力の再生に成功した後資金難に陥り、藍原に提供されたI.M.Oの前身機関となる研究所を受け入れて、その地下にある研究室でリメイク技術の開発を続ける。
最終的に「白き御使い」の内にヒルダの人格データを再生することには成功したものの、彼女を肉体を持つ人間として再生することは不可能であった。
リメイク技術を応用した生殖によってヒルダとの間に出来た子供優を誕生させるが、「黒き凶獣」となったリガルドの復讐を恐れ、密かに「最終凍結計画」ラグナロクを立案してその実行を香織と麗子に託す。その後、不完全な脊髄反射コネクターを使い続けてヒルダと電脳世界上で逢瀬を繰り返した結果、脳髄が破壊されて死亡。
ヒルダ
声 - 桑島法子
リガルドの妻で故人。その肉体はリガルドの邸宅の地下に保存されている。彼女の死によってリメイク技術が誕生したと言っても過言ではない。正樹の手によりデータ上は再生されるものの記憶を失っており、再現された生殖能力によって正樹との間に優を授かる。正樹の死後、「白き御使い」としてオーディアンの中枢に存在する。
エリクマイヤー
リガルドの研究を阻止しようとしたドイツの政治家。藍原に正樹の持つリメイク技術について教えた「ドイツの友人」である。リガルド亡き後ウォルフを引き取り、記憶を改竄した上で実子として育てる。ネルのI.M.O派遣の裏でも糸を引いていたようだが詳細は不明。
ケヴィン・シュウ・オロバス・クロウ
声 - 矢尾一樹
通称「オロ」。外伝漫画『銀装騎攻オーディアンORO』の主人公であり、「絶対を招く者（アブソリュート･インバーター）」と呼ばれる対テロリスト専門の凄腕の賞金稼ぎ。その正体は香織、麗子の幼馴染みの「ケヴィン」である。『ORO』作中において一度死亡しており、現在の彼は真田によって親友ルーファスの肉体に人格を再生された「リメイカー」である。自らの犠牲になった親友ルーファスを再生する技術を探るため、そして幼少時に麗子と交わした「困ったことがあれば絶対に駆けつける」という約束を守るため、終盤から本編の物語に大きく関わってくることになる。
ルーファス・ジェネレイド
オロの親友であり、現在のオロの肉体の本来の持ち主。戦闘中に自らの作戦ミスにより死んでしまったオロを生き返らせるため、リガルドと哉生正樹というリメイク技術の開発者であった両博士亡き後、独自にリメイク技術を開発していた真田に彼のリメイクを依頼する。そして実験体として自らを差し出し、オロの精神を自らの肉体にリメイクすることに成功した。ルーファス自身の自我は生体コンピューター・ジェネラルにリメイクされ、セイムセイムのナビゲーター「ルージェ」となる。アイルランドのダブリン出身。
メイ・リー
声 - 田村ゆかり
優らが難破船から救助した難民の少女。祖国に強制送還される際、優にクリクリという人形を託す。その後、故郷の村でアメリカ軍の空爆に巻き込まれ死亡。彼女の死が戦場での出来事と共に優のトラウマとなる。

## メカニック

### プラチナム・ヒューガン
オーディアン
パイロット：哉生優（第14話 - 第24話）
哉生正樹が「白き御使」守護のための鎧として開発した巨大リムヒューガン。I.M.O本部の地下に隠されていた正樹の「遺産」である。腹部にドラゴンファングが格納されており、ドラゴンファングのコクピットがそのままオーディアンのコクピットとなる。
グングニル･スピア
オーディアンの主要武装。近接戦闘と遠距離戦闘の両方に用いられ、近接戦では「槍」となり、遠距離戦では「反圧粒子砲」となる。粒子砲としてのグングニル･スピアは、衛星軌道まで攻撃可能な長大な射程と威力を有するものの、その反動でしばしばオーディアンの腕ごと吹き飛んでしまう。
グングニル･ランサー
未完成のまま凍結されていたが、麗子により完成されたオーディアンの最強の武器。ランサーに搭乗した者の脳内電荷を「弾丸」として撃ち出すため、一度放てば搭乗者の命は失われることになる。

### ラウド・リムヒューガン
ロキ
パイロット：ウォルフ・エリクマイヤー（クルト・デュールマイヤー）（第13話 - 第24話）
「黒き凶獣」を中核としてリガルドによって建造された巨大リムヒューガン。オーディアンに匹敵する性能を誇り、自己修復機能と、高速移動形態への変形機能を備える。「クルト」として覚醒したウォルフが搭乗し、「アビス・リメイカー」誕生のためオーディアンを付け狙う。
ヤクトシリーズ：アレクト、ヤクトシリーズ：メガエラ、ヤクトシリーズ：ティシポネ
ヤクト三姉妹が乗る「黒き凶獣」守護のための機体。十字架のような形状で空中に浮遊する。
頭部からのレーザーや空間を歪める力を有し、なおかつ隠し腕を持つためアメリカ軍や優・ネル達を苦しめた。
セイムセイム
パイロット：ケヴィン・シュウ・オロバス・クロウ（第20話 - 第24話）
ほとんどがオリジナルパーツで構成されたオロの専用機。高い機動力と出力を誇る。過去に一度大破しており、その前後では機体のデザインや武装が著しく異なる。
ルージェ
セイムセイムのメインシステムであるR1型生体コンピューター「ジェネラル」のナビゲーションシステム。その正体はオロの肉体の本来の持ち主であったルーファスの人格を再生したものである。
アフリマン
パイロット：ブライアン・フォン・マクファーレン（「銀装騎攻オーディアンORO」）
銅の血盟団四天王の一人、ブライアン専用リムヒューガン。ゾロアスター教の冥王の名を付けられており、全身をパーツ単位で換装して様々な兵器を使用する。最大の特徴は0.0001ミリの超小型マイクロメカによる自動修復機能エンジェルワーム。ダメージを受けた箇所を瞬時に形成し、完全状態の60%にまで修復する。
オシリス
パイロット：シュウ（「銀装騎攻オーディアンORO」）
銅の血盟団四天王の一人、シュウ専用リムヒューガン。古代エジプト神話の冥王の名を付けられており、ニューロサイトによる超長距離攻撃を得意とする。
エルラガル
パイロット：バドリー（「銀装騎攻オーディアンORO」）
銅の血盟団四天王の一人、バドリー専用リムヒューガン。古代メソポタミアの冥王の名を付けられており、情報演算能力に長ける。周囲に磁場を展開し、相手の脳髄を破壊する精神攻撃兵器「DAZA-30E（ダザーサーティーイー）」を有する。

### リムヒューガン
龍牙 / ドラゴンファング
パイロット：哉生優（第2話 - 第24話）
優に与えられたリムヒューガン。前衛を主体として設計されており攻守のバランスに優れた機体であるが、生産コストの高さから一機しか現存していない。中盤以降はオーディアンのコクピットとなり、その腹部に収納される。
主な武装は、手甲の「ドラゴンネイル」・専用アサルトライフル「H&K M117」。
無頼 / デスペラード
パイロット：ウォルフ・エリクマイヤー（第2話 - 第12話）
長距離専用リムヒューガン。電子照準システムによる超長距離射撃を得意とし、後衛において真価を発揮する機体である。しかしパイロットのウォルフの能力からか、近接戦闘においても驚異的な能力を見せつける。
南撃 / サザンショット
パイロット：藍原ナンナ（第2話 - 第8話）、ネル・マクマハウゼン（第20話）
情報処理・電子制御用リムヒューガン。パイロットの生存率を高めるため、装甲が堅い。
天撃 / バルショット
パイロット：藍原ナンナ（第23話）
サザンショットをベースとして、その電子戦性能を極限まで高めたリムヒューガン。アブソリュート・アクティブ・フォースが大型化しているため、飛行が可能となっている。
蒼斬 / スカイリッパー
パイロット：ネル・マクマハウゼン（第3話 - 第18話）
近接戦用リムヒューガン。高い機動性能を誇る。その代わり、装甲を犠牲にしている。また、デスペラードの腕を交換して出撃したことがある。
羅十 / ラクロス
パイロット：アイロール・フェスタニアン、カロル・クウェイーザー（第19話）
オーディアンに対抗するものとして、アーキオーディンのデータを元に真田が作り出したリムヒューガン。攻撃衛星「神の首」による荷粒子ビームの照射を最大の攻撃とするが、衛星軌道上からの攻撃のため、極めて正確な照準合わせが必要となる。
炎帝 / フレイムカイザー
パイロット：哉生優（第1話）、橘了（第6話）、刀頭達也（第14話）
橘の愛機。優が初めて搭乗した機体でもある。
暴牙 / リスキーファング
パイロット：ヴィダ（第2話）
ヴィダが搭乗する、沢渡十五式をベースとした高機動リムヒューガン。機動性に優れる。
マキシマムスマッシャー
アメリカ軍主力リムヒューガン。
ミリタントガーディアン
ミサイルを多数搭載したアメリカ軍のリムヒューガン。
ショーティー
反米テロ組織「スクルラッド」が使用する旧式のリムヒューガン。人型兵器というより四本足の戦車に近い。
ブレスレスキーパー
I.M.O本部を襲撃したテロリストが乗っていた機体。ニトロ・グリセリン・ベルチオがそれぞれ搭乗しているものは、ベース機を改造したものである。
沢渡十五式
演習、訓練に用いられる量産型リムヒューガン。サザンショットのベースとなった機体でもある。
この系列の機体は、近接戦用にマチェットナイフを装備している。
タムテック O.P.E
沢渡十五式と国内シェアを争う量産型リムヒューガン。デスペラード・スカイリッパーのプロトタイプ。
この系列の機体は、近接戦用に3Aナイフを装備している。

## 用語

### 組織
I.M.O
インターナショナル・ミリタリーサーヴ・オーガニゼーション（International Military serve Organization）の略であり、国際紛争の解決に従事するためのリムヒューガンの開発、および操縦者の育成のための機関。沖縄県に存在する。出資の90%をアメリカ国防総省が担っており、実質的にはアメリカ軍兵士養成機関となっている。しかしその設立の真の目的は、哉生正樹が残した「遺産」の独占と解析にあった。
銅の血盟団
反米テロ組織。リガルドやカゼラなどの優秀な技術者を擁することにより、地域紛争におけるアメリカの軍事的優位を転覆させることに成功した。世界中の反米テロ組織を支援していたが、オロの活躍により壊滅した。
スクルラッド
中東地域を拠点とする反米テロ組織。中国国境での紛争において、銅の血盟団の援助を受けて戦線を膠着させている。

### リムヒューガン
機軸連動戦機（リムヒューガン）
日本の科学技術庁特務部とアメリカのNASAによって共同開発されたロボット兵器。人間の脊髄を模した制御システムを採用しており、脳内でいうところのα運動ニューロン、γ運動ニューロンを電極の±として高速情報処理を可能にしている。「脊髄反射コネクター」を介した「脊髄反射（ニューロ）システム」によって操作され、コクピットの操縦桿は単に精神集中のためだけに存在する。動力源は「永続相対反動物質（アブソリュート・アクティブフォース）」。以下の5つの機種に区分される。
実機（アクト・リムヒューガン）
実戦配備されている機体。
準機（エグゼ・リムヒューガン）
訓練機および試作機。
特機（クルス・リムヒューガン）
特殊任務用の機体。
回機（ラウド・リムヒューガン）
個人所有の機体。
暗機（ドルク・リムヒューガン）
規格外の機体。主にテロリストが使用する。
銀装騎攻（プラチナム・ヒューガン）
オーディアンのことを指す言葉だが、オーディアンをリムヒューガンの機種へと区分するなら、回機（ラウド）にあたる。

### リメイク
電位再生理論
リガルド・デュールマイヤーによって発表された理論。脳髄の活動電位をコンピューターによってデータ化し、そのデータとして再生された電位に自我を生み出そうとするもの。この発表によりリガルドは学会から追放され、エリクマイヤーの陰謀により自宅に軟禁状態にされたが研究は進められ、リメイク技術として結実する。
リメイク
電位再生理論を元にして、そのデータを現実に実体化する技術。広義にはコンピューター上への人格の再生もリメイクと呼ばれるが、ここでは狭義に現実への再生について言及する。リガルドが開発に着手し、正樹によって発展させられた技術であり、単純な物体から体組織の一部、果ては死者の人格まで、データとして保存されていればリメイクが可能となる。もっとも、死者を肉体ごと再生することは不可能であり、彼らの本来の目的であったヒルダを生き返らせることは成し遂げられなかった。
なお、真田によって正樹の死後続けられたリメイク技術によれば、死者をリメイクしても、死者の自我が「自己の死」を認識しているため、成功しない。それを回避するためには、生きた人間の脳に、死者の人格をリメイクしなければならない。この真田の理論によるリメイク技術の、最初にして唯一の成功例がオロである。
リメイカー
リメイク技術によって再生された受精卵により誕生した人間。作中では優、ウォルフ、ヤクト三姉妹がこれに当たる。
アビスリメイカー
「黒き凶獣」の目的であり、世界の全てを消し去り、リメイクにより理想的な世界を作り直すこと。

### ラグナロク
ラグナロク
リガルドの暴走を知った哉生正樹が、「黒き凶獣」の襲撃から「白き御使」と優を護るために作成した計画。別称「永久凍結計画（パーマネント・フリーズ）」。その実態はオーディアンの起動による「黒き凶獣」の迎撃である。ロキの来襲により、哉生香織と鎬臣麗子により実行に移された。
発動後、世界では「哉生香織を首謀者とするI.M.Oクーデター計画」と目されており、「黒き凶獣」の一派共々アメリカ軍とI.M.O残存部隊による攻撃対象となる。
白き御使
オーディアンの中枢システムであり、その正体は電位再生計画により再生されたヒルダの電位媒体を取り込んだリメイク技術そのもの。I.M.Oの地下深くにオーディアンと共に封印されていたが、「ラグナロク」の実行により地上に解放された。
黒き凶獣
ロキの中枢システムであり、その正体は自らを電位化したリガルド・デュールマイヤー。アビス・リメイカー誕生のため「白き御使」を付け狙う。

## スタッフ
- 企画 - 読売広告社、プラム
- 企画協力 - ケイエスエス、角川書店、FBIJ、ケイファクトリー、ブロッコリー
- 原作 - PLUM、大張正己、浅井健吾、石田敦子
- シリーズ構成 - 浅井健吾
- キャラクター原案 - 石田敦子
- アニメーションキャラクターデザイン - 崔ふみひで（G-1NEO）
- メカニックデザイン - 大張正己、ことぶきつかさ、鈴木勤
- リムヒューガンコンセプトデザイン - 神宮司訓之
- プロダクションデザイン - まみやなつき
- 美術設定 - 平沢晃弘
- 色彩設計 - 伊藤由紀子
- 美術監督 - 加藤朋則
- 撮影監督 - 池上元秋
- 音響監督 - 渡辺淳
- 音楽 - 大森俊之
- 音楽制作 - FBIJ
- プロデューサー - 池田慎一、永井理
- 監督 - 大張正己
- 製作 - オーディアン製作委員会（読売広告社、プラム）

## 主題歌
オープニングテーマ
「侵略-the Chariots VII-」（第1話 - 第23話）
作詞・作曲 - 日暮和広 / 歌・編曲 - OZWORLD
前期（1 - 16話）と後期（17 - 23話）とで歌詞が異なる。最終話はオープニングなし。
エンディングテーマ
「永遠のRemake」（第1話 - 第14話）
作詞 - 柚木美祐 / 作曲・編曲 - 大森俊之 / 歌 - 小林優美
「ツイオク〜only eternity〜」（第15話 - 第24話）
作詞 - Knight / 作曲・編曲 - 大森俊之 / 歌 - 高江洲美紀

## 各話リスト
| 話数        | サブタイトル                       | 脚本                  | 画コンテ                              | 演出             | 作画監督        | メカ作画監督      | 放送日        |
| ----------- | ---------------------------------- | --------------------- | ------------------------------------- | ---------------- | --------------- | ----------------- | ------------- |
| MISSION-01- | －胎動のしらべ－                   | 浅井健吾              | 大張正己                              | 大張正己         | 崔ふみひで      | 大張正己          | 2000年 4月4日 |
| MISSION-02- | －隔たり、ただ高く－               | 浅井健吾              | 永田正美 佐藤修                       | 永田正美 佐藤修  | 永田正美        | 重松晋一          | 4月11日       |
| MISSION-03- | －満ちる月－                       | 浅井健吾              | 佐藤英一                              | 佐藤英一         | 外崎春雄        | 外崎春雄          | 4月18日       |
| MISSION-04- | －黄金たる夢をともに－             | 浅井健吾              | 佐藤卓哉                              | 大下弘志         | 高乗陽子        | 鈴木勤            | 4月25日       |
| MISSION-05- | －絶対知の他人－                   | 浅井健吾              | 中澤一登                              | 中澤一登         | 武真悟          | 武真悟            | 5月2日        |
| MISSION-06- | －狂気の海、渦中へ－               | 川崎ヒロユキ          | 木村隆一 大張正己                     | ながはまのりひこ | 箕輪悟          | 箕輪悟            | 5月9日        |
| MISSION-07- | －或いは正義と－                   | 川崎ヒロユキ          | 都留稔幸                              | 熨斗谷充孝       | 松山光治        | 松山光治          | 5月16日       |
| MISSION-08- | －囚人たち－                       | 川崎ヒロユキ          | 佐藤卓哉                              | ながはまのりひこ | 藤井孝治        | 藤井孝治          | 5月23日       |
| MISSION-09- | －愛でる指に赤く－                 | 川崎ヒロユキ          | 菅沼栄治                              | 菅沼栄治         | 外崎春雄        | 外崎春雄          | 5月30日       |
| MISSION-10- | －暴風回廊－                       | 浅井健吾              | 追崎史敏                              | 笠井信児         | 金紀杜          | 田村勝之          | 6月6日        |
| MISSION-11- | －君だけに－                       | 浅井健吾              | 佐藤修                                | 佐藤修           | 丸山隆          | 伊藤浩二 重松晋一 | 6月13日       |
| MISSION-12- | －忌まわしの息吹き－               | 浅井健吾              | 三宅雄一郎                            | 阿宮正和         | 山沢実          | 鷲北恭太          | 6月20日       |
| MISSION-13- | －闇穿つ咆哮、そして－             | 浅井健吾              | ことぶきつかさ                        | 園田雅裕         | 小林理          | 小林理            | 6月27日       |
| MISSION-14- | －そして白く輝ける－               | 浅井健吾              | 佐藤卓哉                              | 鈴木信吾         | 鈴木信吾        | 鈴木信吾          | 7月4日        |
| MISSION-15- | －ネイキッド・ロジック－           | 浅井健吾              | 紺野直幸、青樹零夢 大張正己           | 大張正己         | 佐村義一        | 山根理宏 大張正己 | 7月11日       |
| MISSION-16- | －瓦解と構築（カノジョトワタシ）－ | 浅井健吾              | 田中雄一                              | ながはまのりひこ | 亜蘭純志        | 田村勝之          | 7月18日       |
| MISSION-17- | －BEYOND－                         | 浅井健吾              | 岩田幸大、田中雄一 永田正美、大張正己 | 外崎春雄         | 外崎春雄        | 田村勝之          | 7月25日       |
| MISSION-18- | －可逆の絆－                       | 川崎ヒロユキ          | 永田正美                              | 永田正美         | 丸山隆          | 伊藤浩二 重松晋一 | 8月1日        |
| MISSION-19- | －歪む視界－                       | 川崎ヒロユキ          | 加藤洋人 佐藤英一                     | 高瀬節夫         | 下坂英男        | 下坂英男          | 8月8日        |
| MISSION-20- | －絶対を招く者 Absolute Inviter－  | 浅井健吾              | 青樹零夢                              | 阿宮正和         | 井上哲          | 鷲北恭太          | 8月22日       |
| MISSION-21- | －次にあるもの－                   | 川崎ヒロユキ          | 安彦英二                              | 園田雅裕         | 安彦英二 小林理 | 安彦英二 小林理   | 8月29日       |
| MISSION-22- | －ワルプルギスの道標－             | 浅井健吾              | 狩生豊                                | 田中雄一         | 台場正 狩生豊   | 台場正 狩生豊     | 9月5日        |
| MISSION-23- | －残滓、集めて－                   | 川崎ヒロユキ 浅井健吾 | 佐藤修                                | 佐藤修           | 丸山隆          | 伊藤浩二 重松晋一 | 9月12日       |
| MISSION-24- | －優の腕[かいな]－                 | 浅井健吾 大張正己     | 青樹零夢 大張正己                     | 大張正己         | 崔ふみひで      | TANA              | 9月19日       |

## 関連商品

### 書籍
『銀装騎攻オーディアンORO』（角川コミックエース）
「絶対を招く者（アブソリュート・インバーター）」オロと、ひょんなことから一緒に行動することになった少女ルヴルを主人公としたスピンオフ作品（連載自体は本編開始以前に終了した）。オロとルーファスの過去、ベルチオ以外の「銅の血盟団」など、本編では細かく描かれなかった要素が描写されている。
月刊エースネクスト1999年4,5,8 - 12月号初出。
- 1巻（2000年4月10日初版発行、ISBN 4-04-713334-5）
- 2巻（2000年9月1日初版発行、ISBN 4-04-713360-4）

### CD
- 「侵略 〜the Chariots VII〜」（「銀装騎攻オーディアン」主題歌）2000年6月21日発売。
- 「銀装騎攻オーディアン - オリジナル・サウンドトラック vol.1」2000年8月23日発売。
- 「銀装騎攻オーディアン - オリジナル・サウンドトラック vol.2」2000年9月20日発売。

### フィギュア
- 「リアルアクションロボシリーズ 銀装機攻オーディアン 龍牙（ドラゴンファング）」
  - 2001年5月2日にギガブレインから発売。DVD最終巻にはメタリックカラーver.が付属した。